# Babaser
Babaser è un comune dell'Azerbaigian situato nel distretto di Masallı. Conta una popolazione di 1 401 abitanti.